# ريس نورينغتون ديفيز
ريس نورينغتون ديفيز (مواليد 22 أبريل 1999) هو لاعب كرة قدم ويلزي يلعب في مركز المدافع في نادي شيفيلد يونايتد.

## روابط خارجية
- ريس نورينغتون ديفيز على موقع الاتحاد الدولي (مؤرشف)  (الإنجليزية)
- ريس نورينغتون ديفيز على موقع الاتحاد الأوربي (الإنجليزية)
- ريس نورينغتون ديفيز على موقع قاعدة بيانات كرة القدم.إي يو (الإنجليزية)
- ريس نورينغتون ديفيز على موقع ناشيونال فوتبول تيمز (الإنجليزية)
- ريس نورينغتون ديفيز على موقع Soccerbase.com (لاعب) (الإنجليزية)
- ريس نورينغتون ديفيز على موقع Soccerway.com (الإنجليزية)
- ريس نورينغتون ديفيز على موقع عالم كرة القدم.نت (الإنجليزية)